# Podolsky (huyện)
Huyện Podolsky (tiếng Nga: ? райо́н) là một huyện hành chính tự quản (raion), của Tỉnh Moskva, Nga. Huyện có diện tích 1098 kilômét vuông, dân số thời điểm ngày 1 tháng 1 năm 2000 là 75600 người. Trung tâm của huyện đóng ở Podol'sk.